# 基斯莱格
基斯莱格是德国巴登-符腾堡州的一个市镇。总面积92.40平方公里，总人口8531人，其中男性4204人，女性4327人（2011年12月31日），人口密度92人/平方公里。